# Lac Dummy
Lac Dummy är en sjö i Kanada.   Den ligger i regionen Outaouais och provinsen Québec, i den sydöstra delen av landet, 70 km norr om huvudstaden Ottawa. Lac Dummy ligger 233 meter över havet. Den ligger vid sjöarna  Lac Clair och Lac MacMallan.
I omgivningarna runt Lac Dummy växer i huvudsak blandskog. Trakten runt Lac Dummy är nära nog obefolkad, med mindre än två invånare per kvadratkilometer.